# Дзьоборил справжній
Дзьоборил справжній (Ziphius cavirostris) — єдиний сучасний вид роду дзьоборил (Ziphius).

## Опис
У довжину справжні дзьоборили не перевищують 8 м. Самки, як і в плавунів, трохи більші за самців. На відміну від інших видів родини, має короткий і конічний дзьоб, низьке й похиле «чоло», короткий розріз рота. Дихало у формі півмісяця ріжками звернено вперед. Єдина пара майже несплощених і швидкозношуваних з верхівки зубів, сидить на передньому кінчику нижньої щелепи. Зуби самців в 2-3 рази товщі, ніж у самок. Забарвлення тіла мінливе, але переважно сіре, воно світлішає на череві й (у старих особин) на голові. По тілу розкидані білі неправильні плями в поперечнику від 2 до 5-8 сантиметрів і довгі смужки. Перші — це зарослі сліди нападу міног, а другі — сліди укусів родичів.

## Ареал
Дзьоборили розповсюджені у всіх помірних і теплих водах Світового океану, від широти Шетландских островів до Південної Африки, Патагонії, Тасманії, Нової Зеландії, але всюди нечисленні. Харчуються дзьоборили головоногими молюсками. Плавають зазвичай поодинці. Удалині від берегів пірнають на 10-30 хвилин, після чого довго (до 10 хвилин) перебувають на поверхні. На мілководдях і поблизу берегів строки занурення варіюють від 1-2 до 5-6 хвилин, а число виринань між дихальними паузами буває від 1 до 3. Статевої зрілості досягають при довжині тіла близько 5,5 метрів. Регулярного промислу цього кита немає.